# Weissia atra
Weissia atra är en bladmossart som beskrevs av Schleicher och A. P. de Candolle 1815. Weissia atra ingår i släktet krusmossor, och familjen Pottiaceae. Inga underarter finns listade i Catalogue of Life.